# بردار و بیل بزن
بردار و بیل بزن (انگلیسی: Pick and Shovel) یک فیلم کمدی صامت آمریکایی است که در سال ۱۹۲۳ منتشر شد.

## بازیگران
- استن لورل
- جیمز فینلیسون
- سمی بروکس
- ویلیام گیلسپی
- کاترین گرانت
- جرج رو